# Hydrolagus affinis
Pour les articles homonymes, voir Chimère.
Chimère à petits yeux, Chimère de profondeur
Espèce
Statut de conservation UICN

 LC  : Préoccupation mineure
Synonymes
- Chimaera abbreviata Gill, 1883[1]
- Chimaera affinis de Brito Capello, 1868[1]
- Chimaera plumbea Gill, 1878[1]

Hydrolagus affinis, la Chimère à petits yeux ou Chimère de profondeur,, est une espèce de poissons abyssaux de la famille des Chimaeridae (ordre des chimères.

## Description
Hydrolagus affinis est une très grande chimère pouvant mesurer jusqu'à 125 cm pour les femelles et 130 cm pour les mâles. Sa couleur varie du brun foncé au noir, sans zones claires sur la tête mais avec une teinte violacée sur les nageoires. Elle a un nez court avec une pointe émoussée. La petite bouche est située sur la partie inférieure de la tête et présente des lèvres épaisses. La première nageoire dorsale est haute et triangulaire, alors que la deuxième nageoire dorsale est longue et de hauteur égale sur sa longueur. Le lobe dorsal de la nageoire caudale est légèrement plus haut que le lobe ventral. Son dos s'incline progressivement et se termine par une courte queue fine.
H. affinis se distingue des autres espèces du genre Hydrolagus par sa coloration foncé, brun-violet, présente chez le juvénile comme chez l'adulte.
C'est une espèce ovipare qui atteint la maturité à 66 cm et 68,5 cm de longueur pour les mâles et les femelles respectivement.
Son alimentation consiste principalement d'invertébrés, notamment de moules.

## Répartition et habitat
Hydrolagus affinis a une distribution très large, presque dans tout l'Atlantique nord. On la trouve sur les pentes continentales et monts sous-marins des côtes Nord-américaines, de Philadelphie au Golfe du Saint-Laurent, et des côtes groenlandaises, puis européennes jusqu'aux îles Canaries. Mais aussi dans la dorsale médio-atlantique proche des Açores,.
Deux individus auraient été capturé au large des côtes de la Réunion et de Mayotte mais leur identification reste à confirmer.
Cette espèce vit essentiellement dans la zone démersale (bathyale), à des profondeurs comprises entre 300 et 3 000 m et plus souvent commune à des profondeurs supérieures à 1 000 m. Peu de données sont connues sur l'habitat de cette chimère, mais elle semble occuper les fonds meubles ou vaseux à une température d'eau entre 3,6 et 5,9 °C

## Systématique
L'espèce Hydrolagus affinis a été décrite pour la première fois en 1868 par le naturaliste portugais Félix António de Brito Capelo (d) (1828-1879) sous le protonyme Chimaera affinis, par un spécimen capturé proche de Setúbal au Portugal.

### Publication originale
- (pt) Felix de Brito Capelo, « Descripção de dois peixes novos provenientes dos mares de Portugal », Jornal de Ciências Matemáticas, Físicas e Naturais, vol. 1,‎ 1868, p. 314-317 (ISSN 0368-430X, lire en ligne).

## État des populations et menaces
Cette espèce est encore mal connue. À l'échelle de la France métropolitaine, la catégorie de menace et la tendance actuelle de sa population ne peuvent pas encore être évaluées, compte tenu de l'insuffisance des données disponibles. Les principales menaces qui pèsent sur l'espèce sont les prises accessoires de pêche.

## Étymologie
Son épithète spécifique, du latin affinis, « voisin, pareil, parent », lui a été donné en référence à sa proximité avec l'espèce Chimaera monstrosa.